# Bogdan Hriscu
Bogdan Hriscu (n. 18 aprilie 1979, București) este un fost jucător român de fotbal care joacă pe postul de fundaș pentru AS Romprim, cântărește 82 kg și înălțimea de 186 cm.

### Activitate
- Dinamo București (1999-2000)
- Dinamo București (2000-2001)
- Caen SM (2001-2002)
- Caen SM B (2001-2002)
- Caen SM (2002-2003)
- Brest Stade (2003-2004)
- Brest Stade (2004-2005)